# John Turner
John Napier Wyndham Turner (7. června 1929 – 18. září 2020) byl kanadský právník a politik, představitel Liberální strany Kanady. Byl premiérem Kanady několik měsíců v roce 1984, ministrem financí v letech 1972–1975, ministrem spravedlnosti v letech 1968–1972, ministrem spotřeby v letech 1967–1968 a ministrem bez portfeje v letech 1965–1967.